# Mia (PKW-Modell)
Mia (Eigenschreibweise: mia) ist ein elektrisch angetriebener Kleinstwagen mit drei oder vier Sitzplätzen in Form eines Minivans. Das Fahrzeug wurde von 2010 bis 2014 produziert. Der Hersteller, Mia electric, erklärte 2014 Insolvenz.
2018 erklärte die Schweizer Gesellschaft Fox Automotive mit Sitz in Herisau, aus der Konkursmasse Vermögensgegenstände, Markenrechte und Patente für den Mia erworben zu haben; eine Wiederaufnahme der Produktion in Ungarn wurde für 2019 angestrebt, kam aber nicht zustande.
2021 wurde von der Fox e-mobility AG angekündigt, dass die Firma die Neuauflage ('Mia 2.0') im Jahr 2023 auf den Markt bringen wollte, hergestellt von Auftragsfertigern.

## Allgemeines/Entwicklung
Die Mia wurde ab 2007 vom Karosseriehersteller Heuliez entwickelt und als Prototyp gefertigt. 2008 wurde der Wagen auf dem Pariser Autosalon in Paris unter dem Namen Friendly vorgestellt. In Deutschland war er unter anderem 2009 auf dem ersten Deutschen Elektromobilkongress in Bonn ausgestellt. Als Verkaufsförderung bot Heuliez im Jahr 2009 zunächst Käufer-Registrierungen für 10 EUR, später dann Vorreservierungen des Fahrzeuges für 500 EUR an. Nach der Insolvenz von Heuliez wurde die Elektrofahrzeugsparte am 1. Juli 2010 von dem deutsch-französischen Unternehmen Mia electric unter dem Hauptgesellschafter und Pharmaunternehmer Prof. Edwin Kohl (73,4 %) übernommen. Das Design wurde unter Leitung des Designers Murat Günak weiterentwickelt. Im Frühjahr 2010 wurde das Fahrzeug auf mehreren Messen ausgestellt.
Ursprünglich sollte das Fahrzeug mit einem 6-kWh-Akku 14.990 EUR kosten. Anfang 2011 wurde die Nennkapazität der kleinen Akkuvariante mit 8 kWh angegeben, optional wird ein 12-kWh-Akku angeboten. Für den Juni 2011 wurde der Start der Auslieferung von zunächst 1.500 Fahrzeugen angekündigt, dieser Termin wurde später verschoben. Nach Auskunft des Unternehmens begann im Juni 2011 die Produktion des Mia im französischen Werk in Cerizay. Die ersten Fahrzeuge erhielten Werksmitarbeiter zum Test. Ab Dezember 2011 sollen in der Serienfertigung monatlich 1.000 Fahrzeuge gebaut werden. Der Verkauf erfolgt zunächst an gewerbliche bzw. Flottenkunden, erst ab 2012 sollen private Käufer beliefert werden. Am 14. Februar 2011 gaben elf Stadtwerke aus Ostwestfalen bekannt, dass sie in Zukunft Modelle vom Typ Mia für ihre Fuhrparks verwenden wollen. Seit April 2013 wurde die mia neben Frankreich, Deutschland u. a. europäischen Ländern auch in Österreich angeboten. 2014 wurde der Verkauf wegen Insolvenz der Firma eingestellt.
Besonderheit des Konzeptes ist die Sitzanordnung, bei der hinter dem mittig sitzenden Fahrer zwei bis drei Passagiere sitzen können. Das Fahrzeug hat zwei seitliche Schiebetüren und eine Heckklappe. Zum Konzept gehörte die Wahl zwischen verschieden großen Batterien bei der Bestellung. Damit sollten später aufrüstbare, möglichst preiswerte Grundmodelle möglich sein. So sollte der Preis der kleinsten Variante „pur“ mit einem 8-kWh-Akku etwa 19.500 EUR betragen.
Auch ein von einer Wasserstoff-Brennstoffzelle gespeister Elektroantrieb war in der Entwicklung.

## Praktische Erfahrungen
Im Testbericht der auto motor sport wurden folgende Praxiswerte ermittelt:
- mit 12-kWh-Akku 93 km Reichweite und 15,3 kWh/100 km ab Steckdose bei gemischtem Testbetrieb
- Beschleunigung 0–50 km/h: 8,3 s
- kein ESP, angeblich auch kein ABS, was zweifelhaft ist, da es der Hersteller als Serienausstattung aufführt

Kunden von mia-Fahrzeugen beklagen, dass die Fahrzeugelektrik störanfällig sei.

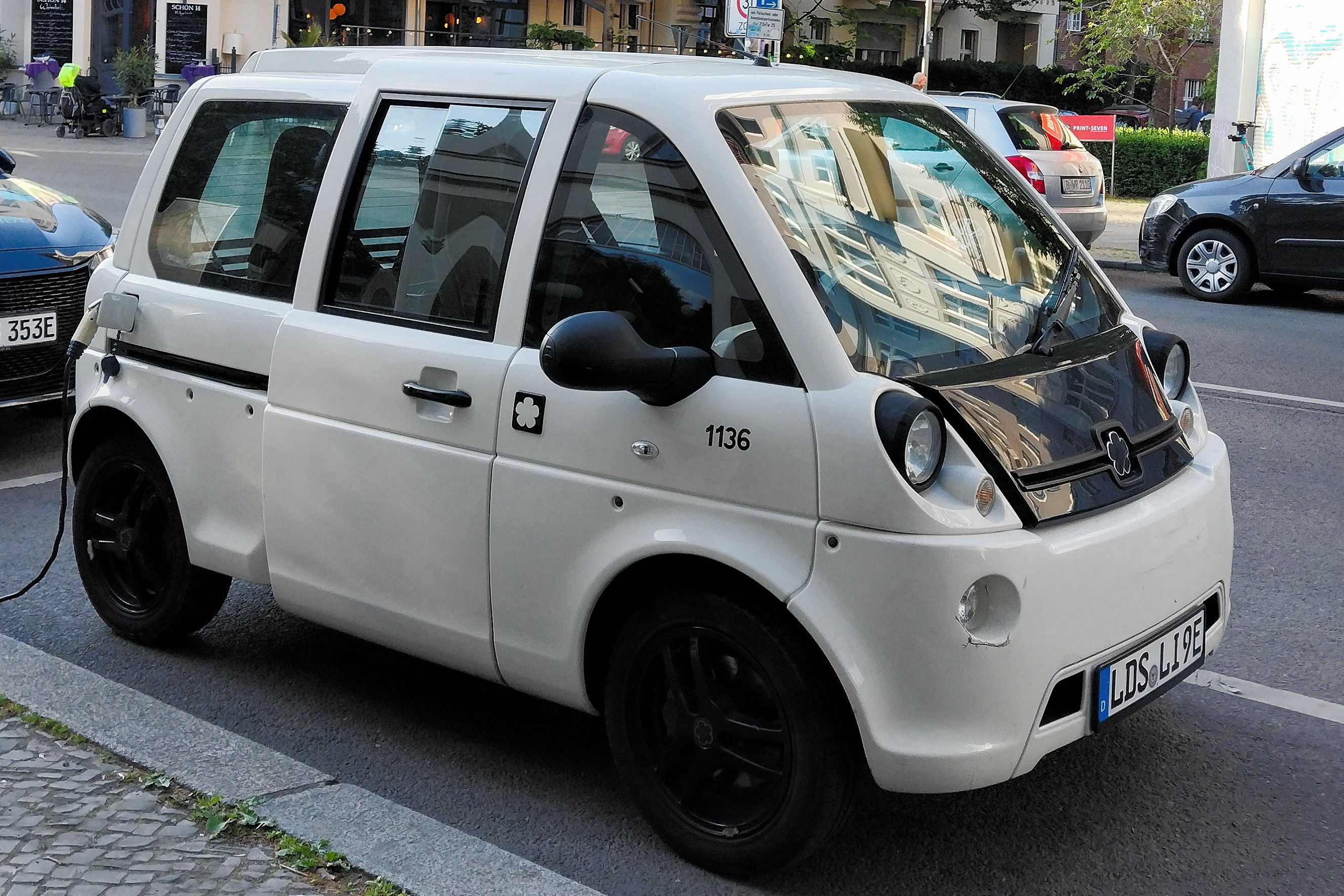
Mia 2.0 im Berliner Stadtgebiet

## Ausstattungsdetails
- Mini-Bus-Konzept mit zwei seitlichen Schiebetüren, weit in die Dachlinie öffnend, daher bequemer Einstieg[3]
- zentrale Fahrerposition mit großen Ablagen und Vorrüstung für Smartphones und Tablet-PC
- optional: MP3-Radio mit USB-Anschluss und Bluetooth
- Zentralverriegelung mit Fernbedienung
- rahmenlose Heckscheibe, zugleich Heckklappe

## Technische Daten
- Höchstleistung: 24 kW[3]
- Akku: 8 kWh (Standard) / 12 kWh (optional)
- Ladezeit: ca. 3 / 5 Stunden (230 V AC, 16 A)
- Reichweite: 80 km / 120 km, Eco-Drive-Modus bei niedrigem Ladestand
- Verbrauch: 15,2 kWh / 100 km (Testverbrauch ab Steckdose)[10]
- Bordlader für 230 V AC/16 A Netzsteckdose
- ABS mit Notbremsassistent serienmäßig
- Fahrerairbag
- Isofix-Kindersitzbefestigung (nur Mia-L mit Rückbank)
- thermogeformte ABS-Kunststoffkarosserie, nichtrostend und kratzunempfindlich
- seitliche Schiebefenster
- Tagfahrlicht
- Alu-Räder, Bereifung 155/65 R14 (optional 165/45 R16)
- Wendekreis: 8,50 m
- Höchstgeschwindigkeit: 110 km/h

## Modellvarianten
Zusätzlich zu den Grundmodellen werden verschiedene Sondermodelle und Designvariationen angeboten. So wurde die miAmore durch orange-farbene 16-Zoll-Felgen und Farbelemente aufgewertet. Bei der Designlösung „Cadabra“ kann man 480 Farbvarianten selbst kombinieren.

### Mia
- Leergewicht inkl. 8-kWh-Akku: 765 kg und mit 12-kWh-Akku: 815 kg
- Länge: 2,87 m
- Breite: 1,64 m
- Höhe: 1,55 m
- Ladevolumen: 260 l
- Sitzplätze: 3, Rücksitze ausbaubar
- Zuladung (abhängig vom Akku 8 oder 12 kWh): 320–370 kg

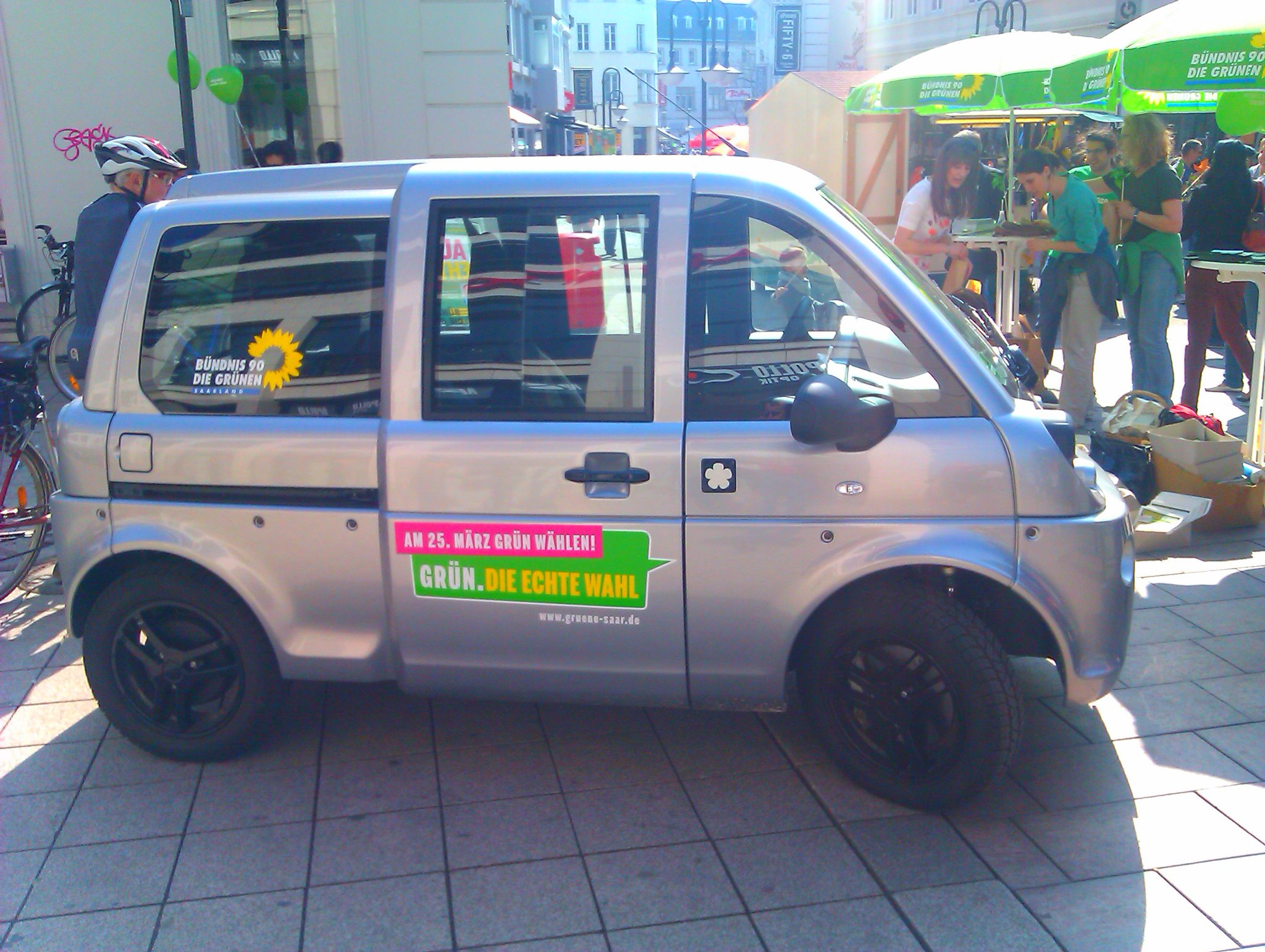
Mia in der Saarbrücker Fußgängerzone

### Mia L
- Leergewicht inkl. 8-kWh-Akku: 786 kg und mit 12-kWh-Akku: 836 kg
- Länge 3,19 m
- Breite: 1,64 m
- Höhe: 1,55 m
- Ladevolumen: 420 l / 998 l bei umgeklappter Sitzbank
- Sitzplätze: 4, Rückbank umklappbar
- Zuladung (abhängig vom Akku 8 oder 12 kWh): 285–335 kg

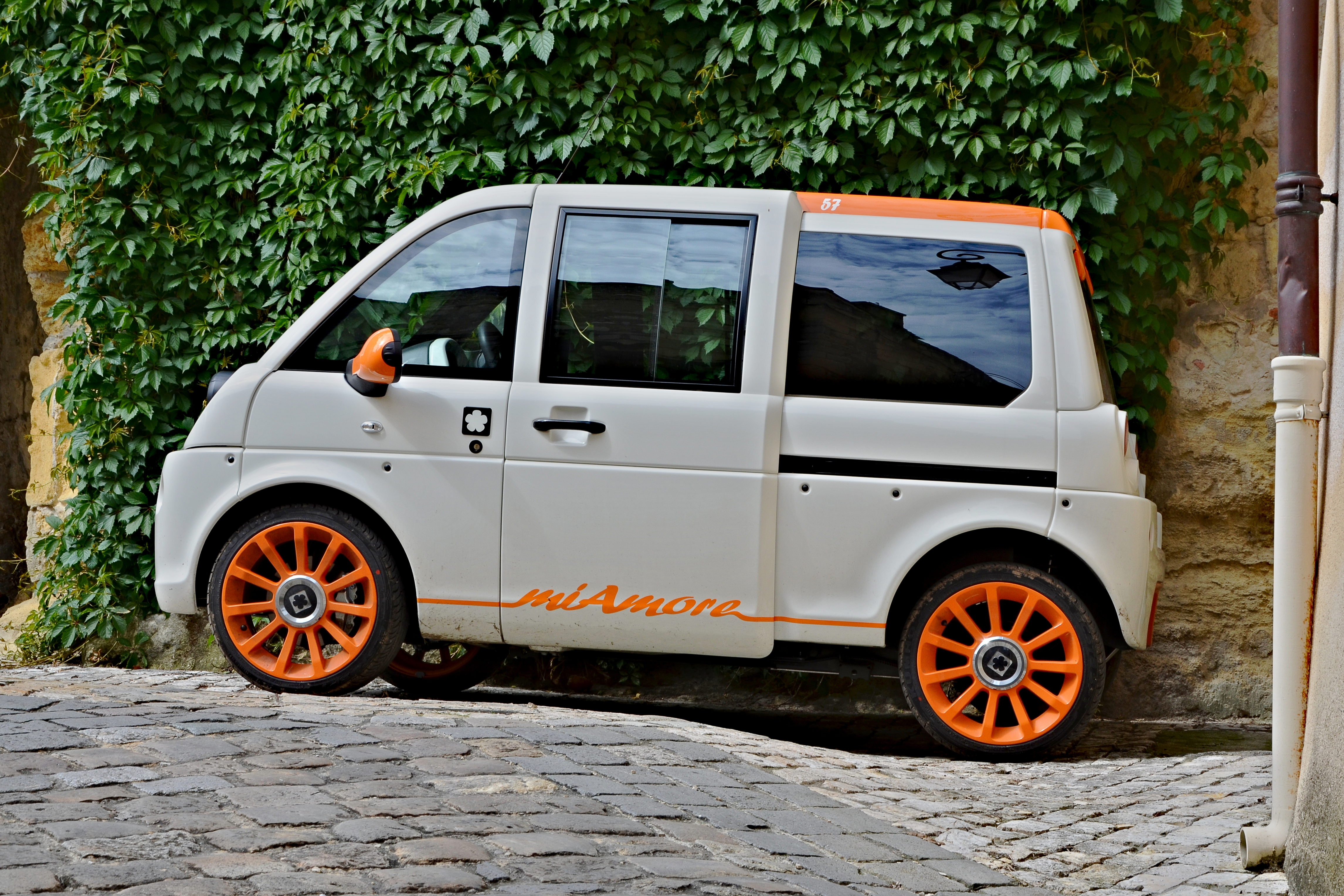
Mia miAmore

### Mia K
- Leergewicht inkl. 8-kWh-Akku: 765 kg und mit 12-kWh-Akku: 815 kg
- Länge: 3,19 m
- Breite: 1,64 m
- Höhe: 1,55 m
- Ladevolumen: 1500 l
- Sitzplätze: 1 (Möglichkeit des Einbaus eines zusätzlichen Sitzes)
- Zuladung (abhängig vom Akku 8 oder 12 kWh): 310–360 kg

Das Sondermodell mia K «BLUE STAR» stimmt im Wesentlichen mit dem Modell Mia K überein, bietet jedoch einige zusätzliche Extras in der Ausstattung, darunter ein Dachgepäckträger, eine sparsame stromgespeiste Heizung, PVC-Bodenmatten, ein Multimediaradio sowie farblich sich vom Basismodell Mia K abhebende Karosseriefarben.